# Доминат
Доминат (лат. dominatus) – форма на управление в Древен Рим, която заменя принципата, установена от Диоклециан (284 – 305 г.), явяваща се открита робовладелческа диктатура. В домината се включва периода тетрархия.
Като „доминат“ обикновено се обозначава периода в историята на Древен Рим от IV до VI век. Този период е наричан също „късна античност“. Предполага се, че термина „доминат“ произлиза от характерното за това време обръщение към императора – „господар и бог наш“ (dominus et deus noster). Форма на управление в Древен Рим, при което Републиката преминава в Империя.